# 凱歌の号砲 エアランドフォース
『凱歌の号砲 エアランドフォース』（がいかのごうほう エアランドフォース）は、2002年3月8日にコーエー（現・コーエーテクモゲームス）から発売されたゲームソフト。ジャンルは現代戦SLG。

## 概要
『大戦略』と同じ現代戦SLG。初期の『大戦略シリーズ』を手がけた石川淳一がディレクションを担当している。
大きな特徴としては、衛星写真を利用した実写グラフィックの大胆な導入と3Dによる演出である。ただし、ゲームのルールその物は、従来の『大戦略』タイプのゲームを極限まで簡素にした物であり、リアリティのある戦場が再現されているわけではない。
比較的低スペックのマシンでも動作するため、ノートパソコンなどでもプレイしやすい。

## ストーリー
日本は、太平洋戦争の終結した1945年、ソビエト連邦とアメリカ合衆国により占領、分割された。
後の1991年になって日本は無事統一を果たすが、40年以上にわたり米ソの最前線として兵器を投入された日本は、6つの軍事政権によって再び分裂した。
この「現代の戦国時代」のような状態にある日本で200X年、プレイヤーはこの「もう一つの世界」に自由解放軍の司令官として送り込まれ、戦いを開始する。

## システム
ゲームは、軍団編成や部隊の修理、購入など戦いの準備をする「軍備モード」と、実際の戦いを行う「戦場モード」に分かれている。スタートする場所は47都道府県のどこからでも可能で、それによって最終決戦の地が異なってくる。

### 戦場モード
戦場モードでは基本的に「移動」「攻撃」の2種の行動だけで進める。プレイヤーの思いつき次第で、奇襲や陽動など様々な行動ができるので自由度は非常に高い。
まず軍団の中からマップへと兵器投入をするには補給物資が必要となる。補給物資は占領している都市から毎ターン回収され、燃料補給や機数回復に必要となる。
戦い方は基本的に『大戦略シリーズ』と同じで、まず歩兵戦闘車や歩兵ヘリで都市を占領していく。それから主力戦車には攻撃ヘリ、航空機やヘリには対空兵器、対空兵器や歩兵戦闘車には戦車をぶつける。また、森や山、市街地といった地形を利用すると防御力が高まる。
戦場モードには時間制限がある。また、複数の国籍の兵器を運用している場合、ある国籍のユニットが占領した都市・空港では、それ以外の国籍のユニットは兵器補充することができない（補給は可能）。

### 軍備モード
戦場モードをクリアしたら軍備モードで兵器の購入、修理、軍団編成をして次の戦場モードへというのがゲームの基本的な流れとなっている。
特に軍団編成が重要で、このゲームは持っている兵器の中から、最大で40部隊からなる軍団を編成して敵と戦う。つまり、他のゲームのように、資金がある限り部隊を無限に登場させられないので注意しなければならない。
なお、敵軍のレベルは自軍の平均レベルに合わせて設定されるので、必要最小限のユニットだけを使えば敵軍の平均レベルを下げる事ができる。

## 登場兵器
『大戦略』と異なり、特殊能力が兵器ごとに設定されている。

### アメリカ陸空軍
支配エリアは中部地方。
強力な陸上、航空ユニットが存在する。ただし、海上ユニットが輸送艦だけと厳しく、コストもかなり高い。
F-22
対空/対地対艦武装交換可能。移動しなくても移動力の半分の燃料を消費。先に攻撃できる。
F-15
対空/対地対艦武装交換可能。移動しなくても移動力の半分の燃料を消費。
F-16
対空/対地対艦武装交換可能。移動しなくても移動力の半分の燃料を消費。
F-111
移動しなくても移動力の半分の燃料を消費。
F-117
移動しなくても移動力の半分の燃料を消費。先に攻撃できる。夜間に攻撃力が低下しない。敵に隣接しても移動できる。
A-10
移動しなくても移動力の半分の燃料を消費。
B-2
AH-64
敵を全滅させた場合、再行動可能（移動力は回復しない）。
RAH-66
先に攻撃できる。
UH-60
占領可能。
M1A1
夜間に攻撃力が低下しない。
ADATS
戦車に対して攻撃力50%UP。
MLRS
2-6マスの遠距離対地攻撃が可能（移動直後は攻撃不可）。目標に隣接する敵も同時攻撃。
M109A6
1-4マスの遠距離対地攻撃が可能。
サージェントヨーク
ヘリに対して攻撃力50%UP。
アヴェンジャー
夜間に攻撃力が低下しない。敵に隣接しても移動できる。
パトリオット
1-7マスの遠距離対空攻撃が可能（移動直後は攻撃不可）。夜間に攻撃力が低下しない。
M2
占領可能。
歩兵
占領可能。占領速度が速い。防御時に地形の防御効果が高い。
輸送艦
陸上兵器を6つ搭載可能。港（敵/中立の港でも可）で陸上兵器の積み下ろし可能。

### アメリカ海軍
支配エリアは九州・沖縄地方。
アメリカ陸空軍と違い海上ユニットを持ち、陸上、航空ユニットも強力。占領兵器の占領スピードが速い。
F-35
都市での補給、補充が可能。夜間に攻撃力が低下しない。
F-14
空母に着艦可能。1-6マスの遠距離対空攻撃が可能。移動しなくても移動力の半分の燃料を消費。
F-18
対空/対地対艦武装交換可能。空母に着艦可能。移動しなくても移動力の半分の燃料を消費。1-8マスの遠距離対艦攻撃が可能。
F-4
対空/対地対艦武装交換可能。空母に着艦可能。移動しなくても移動力の半分の燃料を消費。
AV-8
都市での補給、補充が可能。
A-6
空母に着艦可能。1-8マスの遠距離対艦攻撃が可能。移動しなくても移動力の半分の燃料を消費。
AH-1W
AH-1
V-22
占領可能。
CH-53
占領可能。占領速度が速い。
M1A1
夜間に攻撃力が低下しない。
M60A3
チャパラル
AAV-7
占領可能。占領速度が速い。
LAV-25
占領可能。
LAV-AD
歩兵
占領可能。占領速度が速い。防御時に地形の防御効果が高い。
ニミッツ
1-3マスの遠距離対空攻撃が可能。航空機、ヘリを8つ搭載可能。夜間に攻撃力が低下しない。
アイオワ
1-5マスの遠距離対空攻撃が可能。1-8マスの遠距離対艦攻撃が可能。夜間に攻撃力が低下しない。
アーレイバーク
1-6マスの遠距離対空攻撃が可能。1-8マスの遠距離対艦攻撃が可能。夜間に攻撃力が低下しない。
DD-21
1-6マスの遠距離対空攻撃が可能。1-8マスの遠距離対艦攻撃が可能。夜間に攻撃力が低下しない。
シーウルフ
揚陸艦
陸上兵器を4つ搭載可能。港（敵/中立の港でも可）、浅瀬で陸上兵器の積み下ろし可能。

### ロシア
支配エリアは北海道・東北地方。
兵器の種類が多いので戦いやすい。しかし、ユニットの機数回復が最も少なく、消耗戦には不利。
Su-37
対空/対地対艦武装交換可能。空母に着艦可能。移動しなくても移動力の半分の燃料を消費。
Su-34
移動しなくても移動力の半分の燃料を消費。
Su-27
対空/対地対艦武装交換可能。移動しなくても移動力の半分の燃料を消費。
Su-25
移動しなくても移動力の半分の燃料を消費。
Su-24
移動しなくても移動力の半分の燃料を消費。
MiG-31
1-5マスの遠距離対空攻撃が可能。移動しなくても移動力の半分の燃料を消費。
YaK-141
都市での補給、補充が可能。
Tu-160
Ka-50
敵を全滅させた場合、再行動可能（移動力は回復しない）。
Mi-24
占領可能。
Mi-17
占領可能。占領速度が速い。
Mi-8
占領可能。占領速度が速い。
T-80
夜間に攻撃力が低下しない。
T-72
BRDM-2
戦車に対して攻撃力50%UP。
スメルチ
2-6マスの遠距離対地攻撃が可能（移動直後は攻撃不可）。目標に隣接する敵も同時攻撃。
BM-21
2-5マスの遠距離対地攻撃が可能（移動直後は攻撃不可）。目標に隣接する敵も同時攻撃。
2S3
1-4マスの遠距離対地攻撃が可能（移動直後は攻撃不可）。
2S6
ヘリに対して攻撃力50%UP。
S-300
1-7マスの遠距離対空攻撃が可能（移動直後は攻撃不可）。夜間に攻撃力が低下しない。
SA-13
SA-6
2-6マスの遠距離対空攻撃が可能（移動直後は攻撃不可）。夜間に攻撃力が低下しない。
BMP-3
占領可能。戦車に対して攻撃力50%UP。
BMP-2
占領可能。戦車に対して攻撃力50%UP。
歩兵
占領可能。占領速度が速い。防御時に地形の防御効果が高い。
アドミラル・クズネツォフ 
1-3マスの遠距離対空攻撃が可能。1-6マスの遠距離対艦攻撃が可能。航空機、ヘリを6つ搭載可能。夜間に攻撃力が低下しない。
ソブレメンヌイ
1-5マスの遠距離対空攻撃が可能。1-7マスの遠距離対艦攻撃が可能。夜間に攻撃力が低下しない。
アクラ
揚陸艦
陸上兵器を4つ搭載可能。港（敵/中立の港でも可）、浅瀬で陸上兵器の積み下ろし可能。

### ドイツ
支配エリアは中国・四国地方。
陸上ユニットに関しては強力だが、それ以外は劣る。アメリカ陸空軍同様に海上ユニットは輸送艦しかない。
ユーロファイター
対空/対地対艦武装交換可能。移動しなくても移動力の半分の燃料を消費。
トーネード IDS
移動しなくても移動力の半分の燃料を消費。
アルファジェット
移動しなくても移動力の半分の燃料を消費。
PAH-2
敵を全滅させた場合、再行動可能（移動力は回復しない）。
PAH-1
NH90
占領可能。
レオパルト2
夜間に攻撃力が低下しない。
レオパルト1
レーヴェ
夜間に攻撃力が低下しない。
センタウロ
ヤグアル
戦車に対して攻撃力50%UP。
ルクス
先に攻撃できる。敵に隣接しても移動できる。夜間に攻撃力が低下しない。戦闘時、敵は地形の防御効果を得られない。
PzH2000
1-5マスの遠距離対地攻撃が可能。
ゲパルト
ヘリに対して攻撃力50%UP。
マルダー
占領可能。戦車に対して攻撃力50%UP。
マルダー2
占領可能。
歩兵
占領可能。占領速度が速い。防御時に地形の防御効果が高い。
輸送艦
陸上兵器を6つ搭載可能。港（敵/中立の港でも可）で陸上兵器の積み下ろし可能。

### イギリス
支配エリアは近畿地方。
特徴がないのが特徴で、能力の高い兵器が少ない。
ユーロファイター
対空/対地対艦武装交換可能。移動しなくても移動力の半分の燃料を消費。
トーネード ADV
移動しなくても移動力の半分の燃料を消費。
AV-8
都市での補給、補充が可能。
トーネード IDS
夜間に攻撃力が低下しない。
ジャギュア
移動しなくても移動力の半分の燃料を消費。
リンクスMk.9
リンクスMk.1
占領可能。
チャレンジャー
夜間に攻撃力が低下しない。
スピアー
戦闘時、敵は地形の防御効果を得られない。夜間に攻撃力が低下しない。
チーフテン
AS90
1-4マスの遠距離対地攻撃が可能。
レイピア
ウォーリア
占領可能。
FV432
占領可能。
歩兵
占領可能。占領速度が速い。防御時に地形の防御効果が高い。
インヴィンシブル
1-3マスの遠距離対空攻撃が可能。ヘリを4つ搭載可能。夜間に攻撃力が低下しない。
マンチェスター
1-5マスの遠距離対空攻撃が可能。1-3マスの遠距離対艦攻撃が可能。夜間に攻撃力が低下しない。
トラファルガー
揚陸艦
陸上兵器を4つ搭載可能。港（敵/中立の港でも可）、浅瀬で陸上兵器の積み下ろし可能。

### 日本
支配エリアは関東地方。
ロシアとは逆で、兵器の種類が少ないので戦いにくい。しかし、ユニットの機数回復は最も多く、消耗戦が有利。
F-3
対空/対地対艦武装交換可能。移動しなくても移動力の半分の燃料を消費。夜間に攻撃力が低下しない。
F-2
対空/対地対艦武装交換可能。1-8マスの遠距離対艦攻撃が可能。移動しなくても移動力の半分の燃料を消費。
F-1
1-8マスの遠距離対艦攻撃が可能。移動しなくても移動力の半分の燃料を消費。
OH-1
先に攻撃できる。
90式戦車
夜間に攻撃力が低下しない。
74式戦車
防御戦闘時に防御力UP。
87式装甲偵察車
先に攻撃できる。敵に隣接しても移動できる。夜間に攻撃力が低下しない。戦闘時、敵は地形の防御効果を得られない。
75式自走榴弾砲
1-4マスの遠距離対地攻撃が可能（移動直後は攻撃不可）。
87式自走高射機関砲
ヘリに対して攻撃力50%UP。
81式短SAM
96式装輪装甲車
占領可能。
89式装甲戦闘車
占領可能。戦車に対して攻撃力50%UP。
歩兵
占領可能。占領速度が速い。防御時に地形の防御効果が高い。
大和
天号作戦が行われずに生き残り、帝国海軍が呉、もしくは長崎付近に秘匿した後、戦後の軍事政権が近代化させたという設定で登場（隠し要素）。
1-8マスの遠距離対空攻撃が可能。1-8マスの遠距離対艦攻撃が可能。夜間に攻撃力が低下しない。
こんごう
1-6マスの遠距離対空攻撃が可能。1-6マスの遠距離対艦攻撃が可能。夜間に攻撃力が低下しない。
おやしお
揚陸艦
陸上兵器を4つ搭載可能。港（敵/中立の港でも可）、浅瀬で陸上兵器の積み下ろし可能。